# 潘廷河
潘廷河（烏克蘭語：Пантин），是烏克蘭西南部的河流，屬於小錫雷特河的左支流。該河發源自巴尼利夫-皮德希爾內，流經切爾尼夫齊州的切爾尼夫齊區，河道全長10公里，流域面積31.6平方公里。